# نايجل هايز
نايجل هايز (بالإنجليزية: Nigel Hayes) مواليد 16 ديسمبر 1994 في ويستيرفيل، هو لاعب كرة سلة محترف أمريكي ويحمل الرقم 10. يبلغ طوله 6 قدم 8 بوصة (2.0 م). يلعب مع الفريق الذي يمثل جامعة ويسكونسن-ماديسون في كرة السلة الجامعية.

## روابط خارجية
- نايجل هايز على موقع الدوري الأوروبي لكرة السلة (الإنجليزية)
- نايجل هايز على موقع إن بي أي (الإنجليزية)
- نايجل هايز على موقع سبورتس رفرنس (الإنجليزية)
- نايجل هايز على موقع الدوري الإسباني لكرة السلة (الإسبانية)
- نايجل هايز على موقع كرة السلة الأوروبية.كوم (الإنجليزية)
- نايجل هايز على موقع كلية كرة السلة في سبورتس رفرنس.كوم (الإنجليزية)
- نايجل هايز على موقع ريلجم (الإنجليزية)
- نايجل هايز على موقع بروبوليرز (الإنجليزية)
- نايجل هايز على موقع سبورتس رفرنس (الإنجليزية)
- نايجل هايز على موقع سبورتس رفرنس (الإنجليزية)